# Cristian Gavra
Cristian Gavra (Arad, 3 aprile 1993) è un calciatore rumeno, attaccante del Gloria Lunca-Teuz Cermei.

## Carriera

### Club
Ha giocato nella massima serie rumena.